# Hilara merzi
Hilara merzi är en tvåvingeart som beskrevs av Chvala 1999. Hilara merzi ingår i släktet Hilara och familjen dansflugor. Inga underarter finns listade i Catalogue of Life.